# Agathia elenaria
Agathia elenaria är en fjärilsart som beskrevs av Swinhoe 1904. Agathia elenaria ingår i släktet Agathia och familjen mätare. Inga underarter finns listade i Catalogue of Life.